# Дещице
 Дещице (Дишиц; нем. Dieschitz) — австрийское село в муниципалитете Фельден-ам-Вёртер-Зе (со словен. — «Врба»), округ Филлах, земля Каринтия.

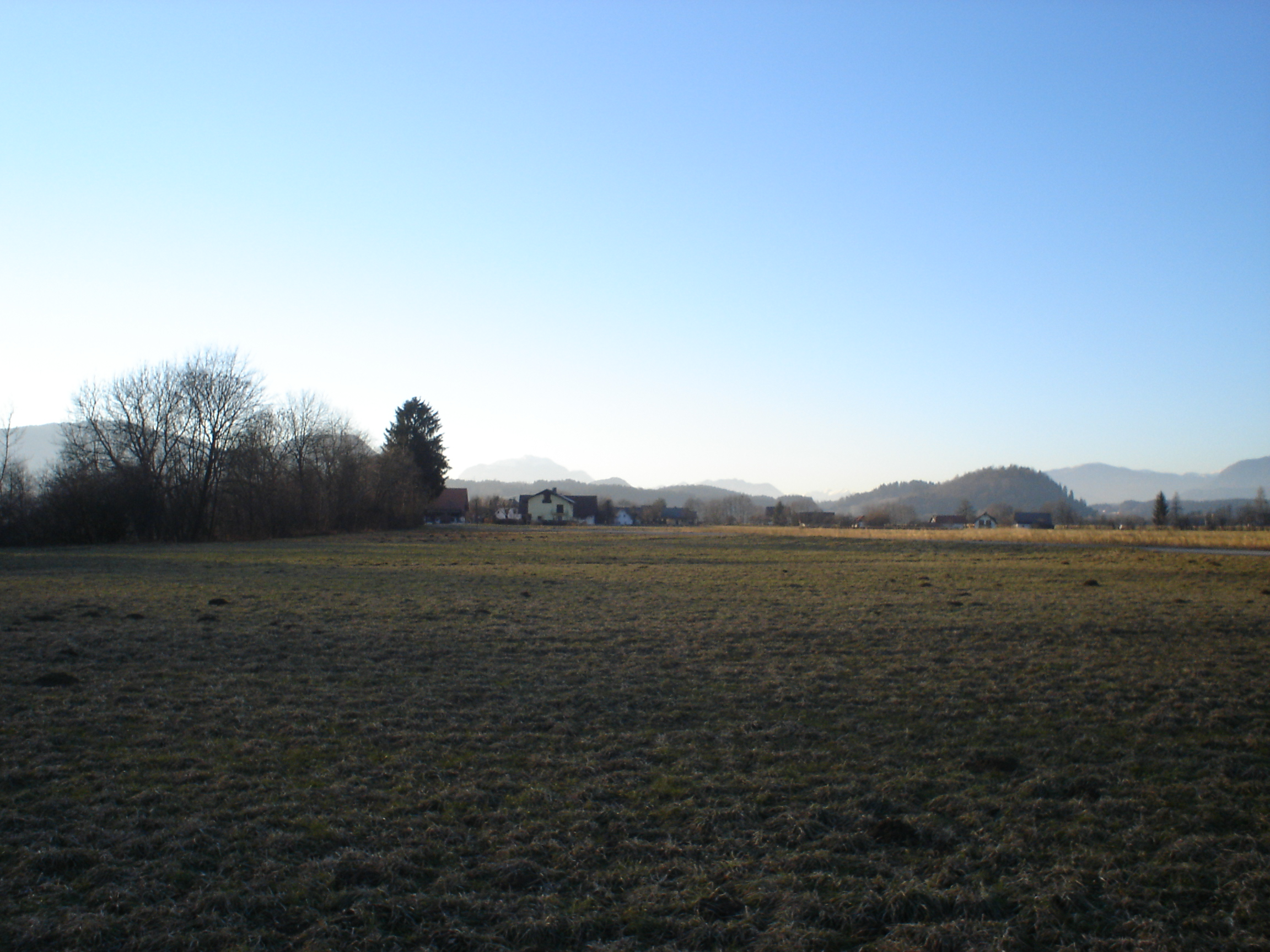
Дещице (Unterdieschitz)

## География

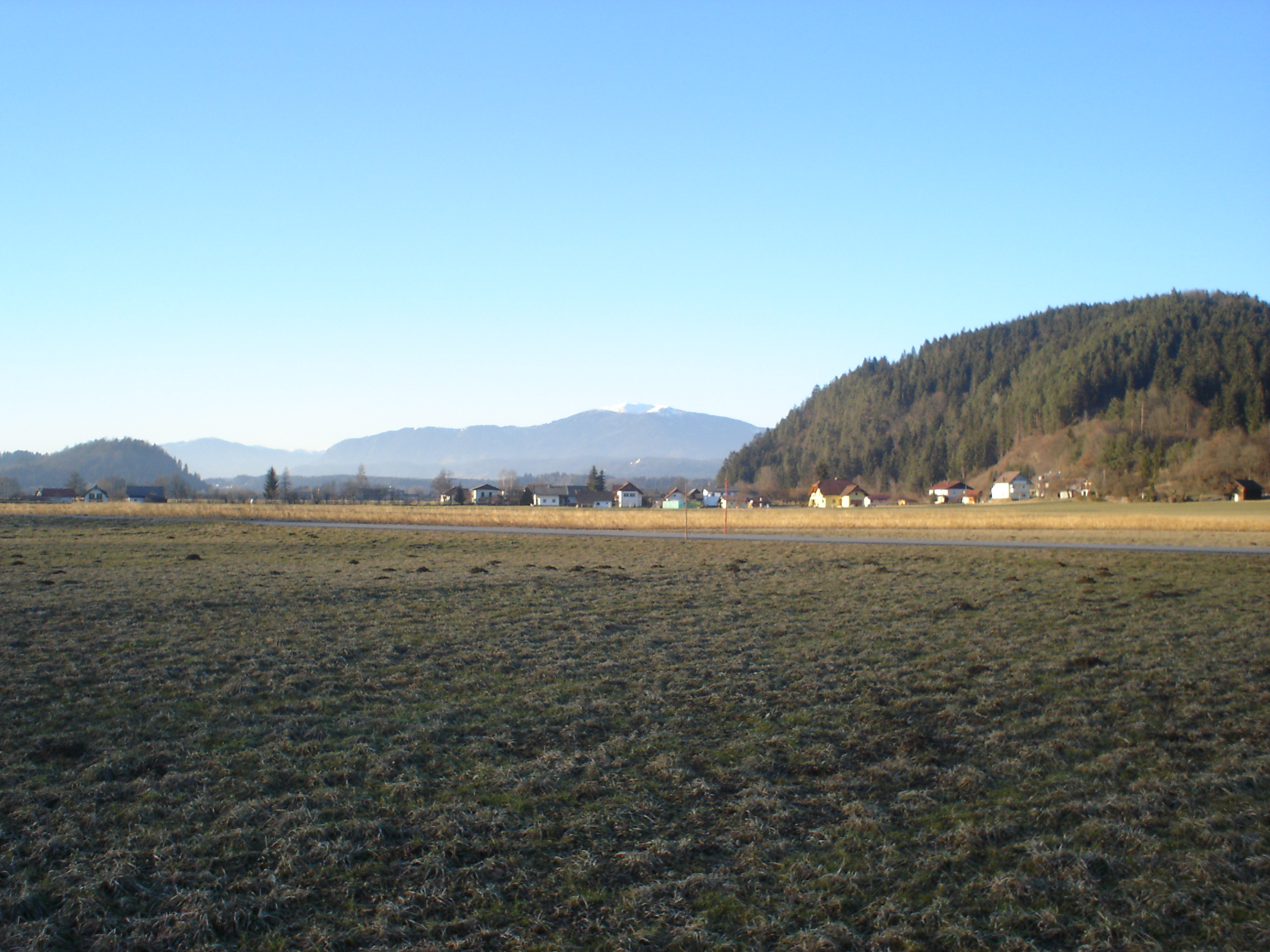
Мочиле (Oberdieschitz)

Дещице находится в 5 километрах к югу от Фельдена, на северном берегу восточной части меандра реки Дравы у Розега. Населённый пункт состоят из двух частей: из собственно Дещиц и из Мочил (нем. Oberdieschitz).

## Население

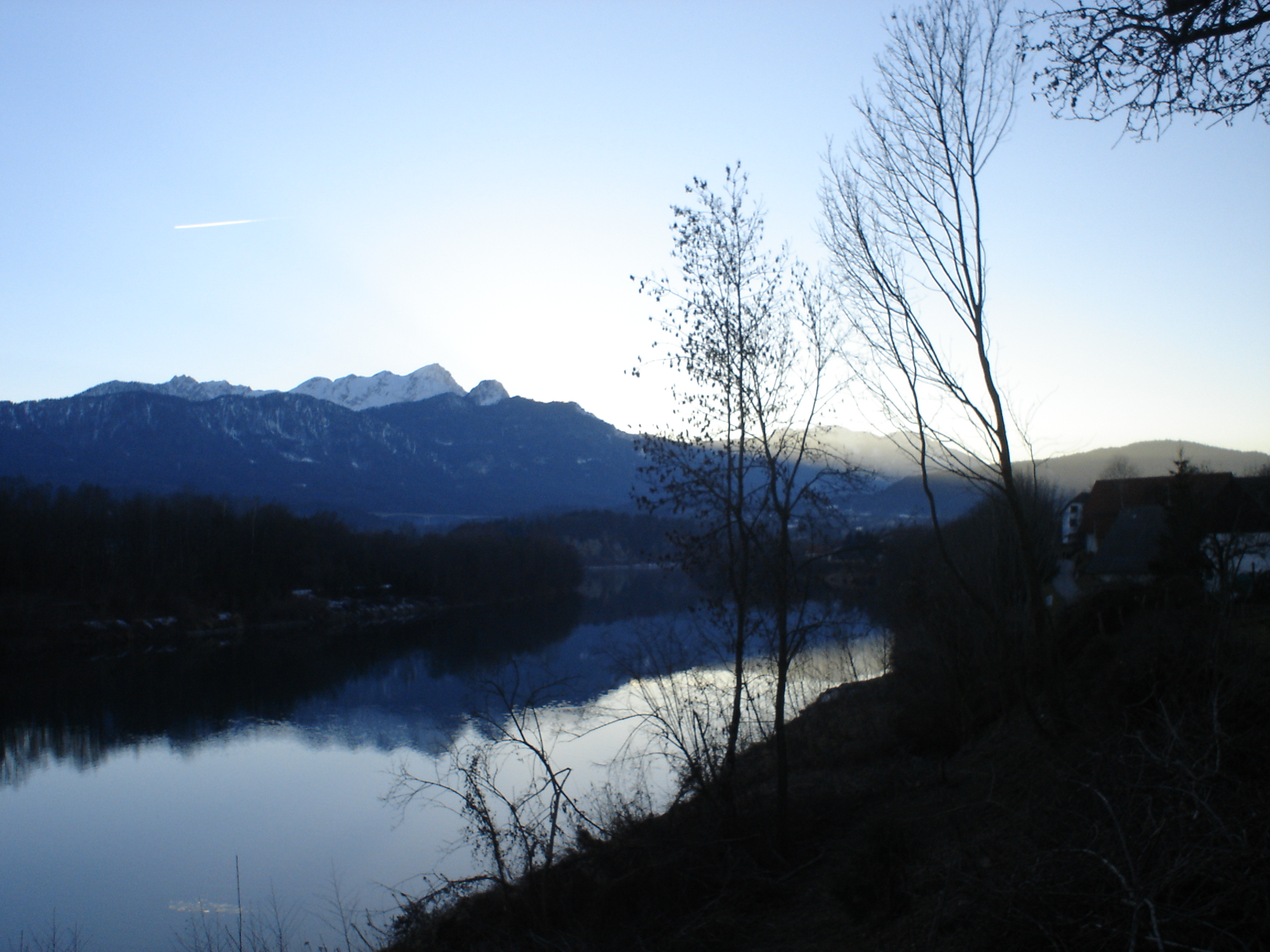
Драва (Drau) у Дещиц

Согласно переписи населения 2001 г. в Дещицах живут 122 человека. Часть жителей — словенцы. Данные по числу говорящих на словенском языке:
1951: 79,0 %
1961: 53,1 %
1971: 39,3 %
1981: 16,8 %
1991: 26,2 %
2001: 15,4 %

## Экономика
Пивной и кирпичный заводы были закрыты в пятидесятых годах XX века, магазин в 1970 г., и столярная мастерская в 1995 г..
Жители, большая часть которых жила в прошлом земледелием, вынуждены ездить на работу в Филлах и в Клагенфурт. Только некоторые из них нашли работу в близости — в Санкт-Эгидене, Шифлинге-ам-Зее или Фельдене.

## Знаменитости
- Антон Дворник (Wornig), композитор
- Станко Финжгар, интербригадист
- ДИ Др. Ернест Грёблахер, директор каринтиской земледелской палаты
- Франц Рихау, депутат в бундесрате